# Stanisław Szozda
Stanisław Szozda (n. 25 septembrie 1950, Dobromierz⁠(d), Świdnica County⁠(d), Voievodatul Silezia Inferioară, Polonia – d. 23 septembrie 2013, Wrocław, Polonia) a fost un ciclist de performanță ce a reprezentat Polonia, medaliat olimpic. A participat la 2 ediții ale Jocurilor Olimpice (1972, 1976) în care a câștigat două medalii de argint.